# Бурса (Новгород-Сіверський)
Бурса — пам'ятка архітектури національного значення в Новгород-Сіверському Чернігівської області.

## Історія
Постановою Ради Міністрів Української РСР від 24.08.1963 року № 970 «Про впорядкування справи обліку та охорони пам'яток архітектури на території Української РСР» («Про впорядкування справи обліку та охорони пам'яток архітектури на території Української РСР») надано статус пам'ятник архітектури республіканського значення з охоронним № 850/6 під назвою Бурса.
Встановлено інформаційну дошку.

## Опис
Входить до комплексу Спасо-Преображенського монастиря та музею-заповідника «Слово про похід Ігорів» .
Бурса — рідкісний приклад громадянської архітектури 17 століття. Побудована у період 1657—1667 років на території Спасо-Преображенського монастиря.
Кам'яний, двоповерховий, подовжений прямокутний у плані будинок, з чотирисхилим дахом та люкарним у схилі даху по центру фасаду. Кожен поверх складається з чотирьох великих класних та двох менших приміщень. З боку головного північно-західного фасаду вони з'єднуються із двоярусною галереєю, яка спочатку була відкритою. Головний фасад прикрашений різного розміру нішами та пілястрами, вікна у формі півкола .
Будівля реставрована у період 1954—1958 років. Це були перші справжні наукові дослідження під керівництвом Миколи Холостенка. Тоді зроблено обміри всіх будинків і споруд ансамблю, що збереглися після Другої світової війни.
До 1980 року Петропавлівська трапезна церква, бурса та три корпуси келій були відреставровані і пристосовані під потреби будинку інвалідів, який на цей час містився на території колишнього Спасо-Преображенського монастиря.
У 1980—1990 рр. співробітники інституту «Укрпроектреставрація» здійснили детальні натурні дослідження всіх оборонних споруд монастиря. Ці дослідження дали вичерпні відомості щодо еволюції головного монастирського в'їзду від XVI ст. та оборонних укріплень усього комплексу, які значною мірою змінюють уявлення, що склалися з цього питання в літературі з історії архітектури.